# Гвинейски залив
Гвинейският залив е голям залив в източната част от Атлантическия океан, край западния бряг на Африка. Вдава се в сушата на около 600 km, а ширината му на входа между нос Палмас в Либерия и нос Лопес в Габон е 1880 km. Има площ около 753 хил.km2 и дълбочина 5207 m. Водите на залива мият бреговете на 10 африкански държави: Либерия, Кот д'Ивоар, Гана, Того, Бенин и Нигерия на север, Камерун на североизток, Екваториална Гвинея и Габон на изток и островите Сао Томе и Принсипи в югоизточната му част.

## Географска характеристика
Съществуват различни определения за границата на Гвинейския залив с Атлантическия океан. Международната хидрографска организация я определя като линия от нос Лопес (0°37′ ю. ш. 8°43′ и. д. / 0.616667° ю. ш. 8.716667° и. д.) в Габон, през остров Ролас (0°01′ ю. ш. 6°32′ и. д. / 0.016667° ю. ш. 6.533333° и. д.) и оттам на северозапад до нос Палмас (4°22′ с. ш. 7°44′ з. д. / 4.366667° с. ш. 7.733333° з. д.) в Либерия. В северната и североизточната му част се намират 2 вътрешни по-малки залива – Бенин и Биафра, а в източната и югоизточната му част са разположени няколко острова с континентален и вулканичен произход: Биоко, Сао Томе, Принсипи и Кориско. Основните реки вливащи се в него са: Сасандра, Комое, Волта, Нигер, Санага, Огове и др. В западната акватория на залива попада източната част на подводната Гвинейска котловина с дълбочина до 5207 m. Температурата на водата е около 25 – 27 °C. Солеността е 34 – 35‰, а близо до устията на реките се понижава до 20 – 30‰. Приливите са полуденонощни с амплитуда до 2,7 m. През залива от запад на изток в северната му част преминава топлото Гвинейско течение, което край бреговете на Камерун завива на юг под името Анголско течение.

## Икономическо значение
Гвинейският залив и най-вече неговият шелф имат огромно икономическо значение за региона. Нигерия, Екваториална Гвинея, Камерун и Габон са разработили огромни нефтени полета в крайбрежията на залива и осигуряват икономиките си с несекващи приходи от нефта и природния газ, залежи от които има по цялото му крайбрежие. Ето защо и други страни като Гана, Бенин и Кот д'Ивоар също осъществяват проекти по разработването на безбройните нефтени и газови полета в региона, осигурявайки не само препитание на много хора, давайки им работа, но и осигурявайки бърз растеж на своите икономики.
По крайбрежието на залива са разположени 7 от столиците на 10-те държави имащи излаз на него: Абиджан (Кот д'Ивоар), Акра (Гана), Ломе (Того), Порто Ново (Бенин), Малабо (Екваториална Гвинея) Либревил (Габон) и Сао Томе (Сао Томе и Принсипи). Освен тях по бреговете му са и големите градове и важни пристанища: Секонди Такоради (Гана), Котону (Бенин), Лагос, Порт Харкорт и Калабар (Нигерия), Виктория и Дуала (Камерун), Бата (Екваториална Гвинея).